# L'amore
Pour les articles homonymes, voir Amore.
Pour plus de détails, voir Fiche technique et Distribution.
L'amore ou Amore (L'amore, Due storie d'amore) est un film italien réalisé par Roberto Rossellini en 1947 et 1948, sorti en Italie en 1948.
Le film comprend deux épisodes : La Voix humaine (Una voce umana) et Le Miracle (Il miracolo).

## Synopsis
- La Voix humaine : Une femme que son amant vient de quitter se retrouve seule chez elle, avec sa chienne, et tente désespérément, après une tentative de suicide, de retenir l'homme, au travers d'une longue conversation téléphonique avec lui.
- Le Miracle : Nannina, une paysanne naïve, rencontre un berger qu'elle prend pour Saint Joseph ; celui-ci en profite pour abuser d'elle. Bientôt, Nannina est la risée du village, car elle se retrouve enceinte et continue à croire au « miracle ».

## Fiche technique
- Titre : L'amore ou Amore
- Titre original : L'amore, Due storie d'amore
- Réalisation : Roberto Rossellini
- Scénario : premier épisode : Roberto Rossellini, d'après La Voix humaine (1930), pièce de Jean Cocteau ; second épisode : Roberto Rossellini, Federico Fellini et Tullio Pinelli, d'après Flor de santidad (1904), roman de Ramón del Valle-Inclán
- Photographie : Robert Juillard pour La Voix humaine, Aldo Tonti pour Le Miracle
- Musique : Renzo Rossellini
- Décors, pour La Voix humaine : Christian Bérard
- Assistant-réalisateur pour Le Miracle : Federico Fellini
- Son : Kurt Doubrawsky
- Montage : Eraldo Da Roma
- Producteur : Roberto Rossellini
- Tournage : La Voix humaine, Paris, rue Forest, mai 1947 ; Le Miracle, Maiori, côte amalfitaine, avril 1948
- Durée totale : 75 min (La Voix humaine : 33 min - Le Miracle : 42 min)
- Genre : Drame - Noir et blanc
- Dates de sortie :
  -  Italie : 2 novembre 1948
  -  France : 28 mars 1956

## Distribution
- Anna Magnani : La femme dans La Voix humaine ; Nannina dans Le Miracle
- Federico Fellini : Le berger, « Saint Joseph », dans Le Miracle
- Peparuolo : Le moine dans Le Miracle

Et divers acteurs non-professionnels dans Le Miracle

## Autour du film
- Aux termes du générique, ce film est consacré à l'art d'Anna Magnani.
- L'amore est le dernier film qu'ont tourné ensemble Roberto Rossellini et Anna Magnani, sa compagne d'alors.
- La première histoire est un long monologue d'après Cocteau, qui sera également adapté en musique, reprenant le même titre La Voix humaine, par Francis Poulenc en 1958, sous la forme d'une tragédie lyrique, créée par la soprano Denise Duval.
- Le Miracle est sorti à New-York, en 1950, dans un programme commun avec Partie de campagne de Renoir et Jofroi de Pagnol, sous le titre Ways of Love.

## Récompenses et distinctions
- Festival du film de Taormine (Sicile) 1949 : Ruban d'argent de la meilleure actrice pour Anna Magnani.